# Rimba Makmur
Rimba Makmur is een bestuurslaag in het regentschap Rokan Hulu van de provincie Riau, Indonesië. Rimba Makmur telt 2280 inwoners (volkstelling 2010).